# Нижньомихайлівська культура
Нижньомихайлівська культура — археологічна культура мідної доби степів від Подунав'я до Подоння, 
Характеризується своєрідним складом матеріальної культури.

## Поширення
На значній території південної смуги степів від Донщини до Подунав'я. 

## Родовід
Культура склалася і розвинулася під значним впливом трипільської культури та північнокавказьких енеолітичних культур.
Передує ямній культурі. За більш сучасною думкою ямній передувала репінська культура.

## Датування
За каліброваними радіовуглецевими датами культура існувала 3800—3500 роки до нашої ери.
Виділена археологом Валентином Даниленком.

## Пам’ятки
Найвідоміша пам'ятка — нижній культурний шар Михайлівки над Дніпром на півночі Херсонщини. 
Представлена незначною кількістю поселень з напівземлянковими житлами з відкритими вогнищами.

## Гончарство
Керамічний посуд був ліпленим, але, на відміну від культур «ямної» лінії розвитку, плоскодонним.
Посуд із темною підлискованою поверхнею і доволі високої якості набув поширення в середовищі степових скотарів, поступаючись хіба що трипільському.
Керамічні форми вирізняються розмаїтістю (корчаги, горщики, кубки). У скромному оздобленні посуду використовували шнур. 

## Могильні поховання
Із племенами зазначеної культури пов'язують появу курганів у степу та перших антропоморфних стел. 
Померлих ховали в кам'яних скринях, нерідко розмальованих фарбами, та в ґрунтових похованнях. 
Характерною спорудою є могила №14 поблизу села Любимівка Херсонської області, де поховання у кам’яній скрині було перекрите потужним кам’яним панциром майже 4 м заввишки, стягнутим по колу кам’яною крепідою. Вертикально встановлені вапнякові брили крепіди перевищували зріст людини.

## Господарство
Основою господарства було тваринництво. Переважало розведення дрібної рогатої худоби (65,5 %). Велика рогата худоба становила 16,3 %, кінь та свиня — по 7,3 % загальної кількості череди. 
Певну роль відігравало також землеробство (пшениця-двозернянка, ячмінь, просо). 